# St. Michael (Burgschleinitz)

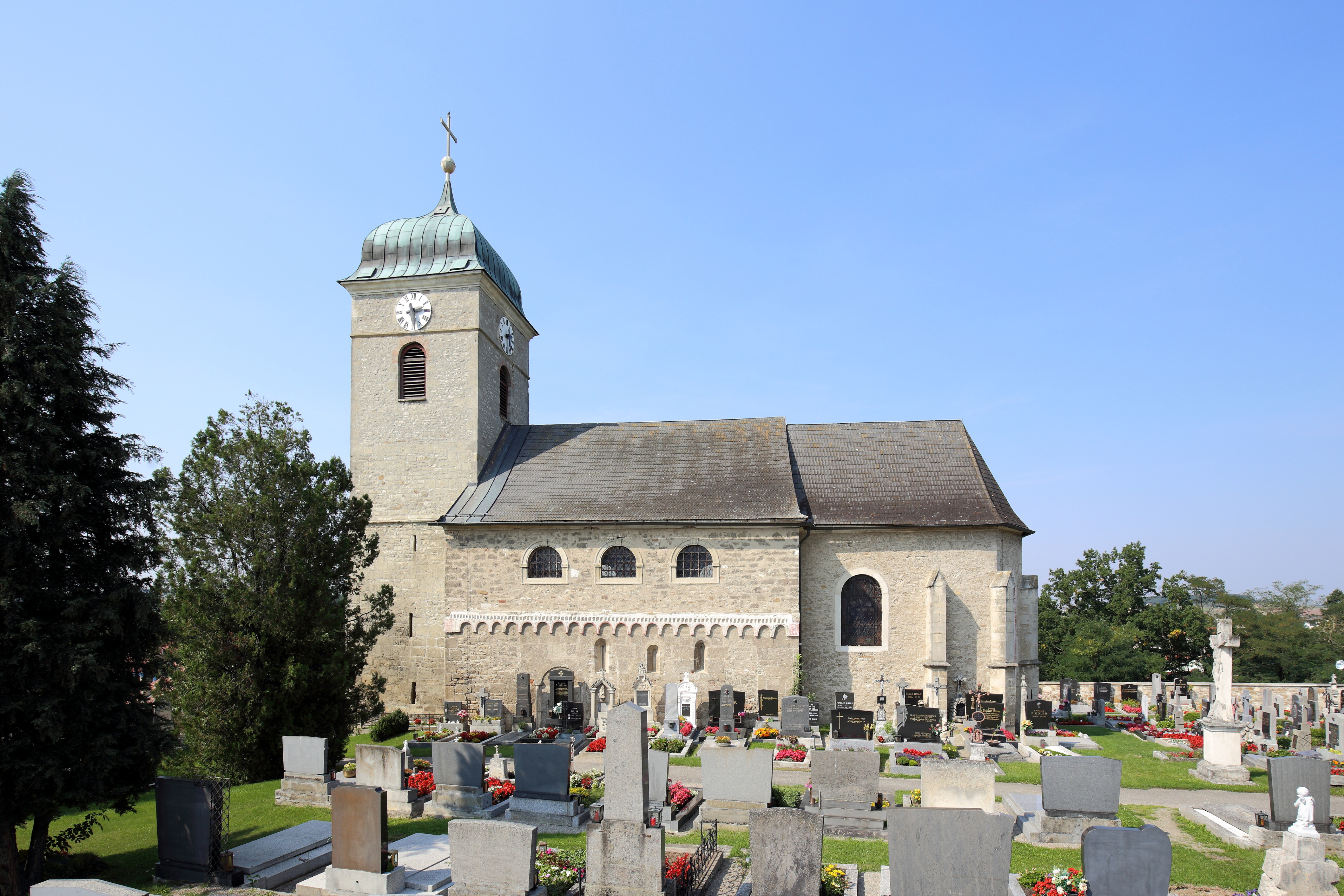
Pfarrkirche St. Michael

Die römisch-katholische Pfarrkirche St. Michael in Burgschleinitz in Niederösterreich besteht aus einem romanischen, ab 1728 barockisierten Langhaus, einem spätgotischen Westturm und einem eingezogenen, frühgotischen Chor. Im 12. Jahrhundert diente sie als Eigenkirche der Herren von Schleunz. 1223 war sie Sitz eines Dekanats. Später wurde sie dem Dekanat Horn inkorporiert. Die Kirche (Listeneintrag) steht, so wie der angrenzende Friedhof (Listeneintrag) mit seinem gotischen Karner (Listeneintrag), unter Denkmalschutz.

## Äußeres

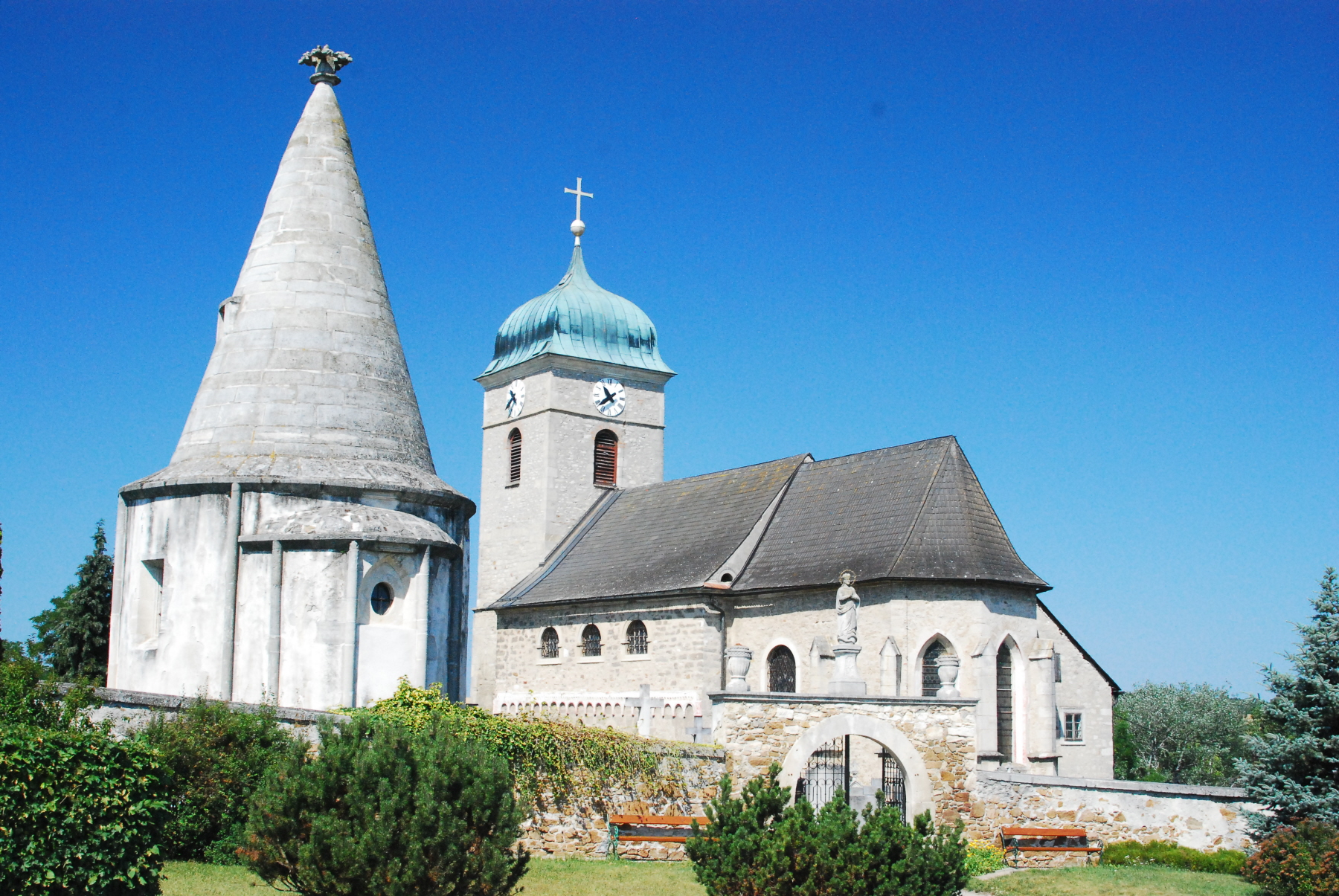
Kirche mit Karner im Vordergrund

Die Langhausseiten bestehen im unteren Teil aus romanischem, steinsichtigem Quadermauerwerk aus dem 12. Jahrhundert. Die regelmäßigen Bruchsteinlagen ab der Wölbezone mit je drei barocken Rundbogenfenstern stammen von dem Umbau zwischen 1728 und 1732. Das nördliche Gegenstück zu dem romanischen Rundbogenfries mit begleitendem Kerbschnittband an der Südseite wurde durch einen Anbau zerstört. Die Kirche hat ein gekehltes, barockes Traufgesims. An der Südseite gibt es drei abgemauerte romanische Rundbogenfenster mit gekehltem Gewände; das Fenster an der rechten Seite verfügt über eine Anschlagrille. Ebenfalls abgemauert ist das romanische Südportal. Dieses hat seitlich halbrunde Säulchen mit Würfelkapitellen und eine innere Steinrahmung mit Dreieckgiebel. Darüber befindet sich ein Rundbogen mit Quadersteinen im Bogenfeld. An der Westwand ist ein Rundfenster zu sehen, das aus einem Block gearbeitet ist.
Der einjochige Chor mit Fünfachtelschluss wurde gegen Ende des 13. Jahrhunderts erbaut. Er verfügt über Strebepfeiler mit Giebelaufsatz und Wasserschlag. Die drei spitzbogigen Chorfenster haben an den Laibungen rote Begleitlinien. Das Rundbogenfenster im Süden stammt aus dem Barock.
Der spätgotische Turm besteht aus Hau- und Bruchsteinmauerwerk mit Ortsteinen und regelmäßigen Quaderlagen in der mittleren Zone. Er wurde im Barock erhöht und mit rundbogigen Schallfenstern und einem Glockendach ausgestattet. An der Südseite ist er von übereinander liegenden Schartenfenstern und im Westen von einer Kreuzluke durchbrochen. Oberhalb des mit einem profilierten Gewände ausgestatteten Turmportals befinden sich eine mehrfach geknickte Gesimsverdachung auf Volutenkonsolen und mit einem rosettenbesetzten Keilstein sowie eine mit 1728 bezeichnete Figur des hl. Michael über besiegtem Teufel.
Nördlich des Chores liegt ein zweigeschoßiger Anbau mit Pultdach, teils romanischen Außenmauern, einem abgemauerten Rundbogenfenster und einem profilierten, oben ausgestellten Steingewändefenster von 1774. Nördlich am Langhaus befindet sich ein tonnengewölbter, eingeschoßiger Anbau mit seitlicher Verbindung zum Sakristei und einer über dem First eingezogenen Giebelwand mit reich gerahmten barocken Rundbogenfenstern mit Engelköpfen und Girlandendekor im Bogenfeld. Darüber liegt eine gerade profilierte Verdachung und ein gesprengter Korbbogengiebel mit profiliert verdachtem Ädikulaaufsatz mit Muschelkalotte und einer Pietà aus dem 17. Jahrhundert. Im nördlichen Turmwinkel steht auf einem Sockel eine mit 1758 datierte Figurengruppe Anna lehrt Maria.

## Inneres
Das Platzlgewölbe des Langhauses ruht auf einem dreiteiligen Kranzgesims mit abgeschrägten Ecken und hat an den Seiten Lünettenfelder mit je drei Rundbogenfenstern aus der Zeit um 1730 sowie im Gewölbescheitel und in den Zwickeln ovale Medaillons. Die dreiachsige Westempore verfügt über ein Kreuzgratgewölbe auf quadratischen Pfeilern mit profilierten Kapitellen. Eine gemauerte Brüstung mit Lisenengliederung stammt aus der ersten Hälfte des 18. Jahrhunderts und das hölzerne Emporengitter vom Ende des 19. Jahrhunderts.
Der Chor ist um zwei Stufen erhöht. Sein polychromiertes Kreuzrippengewölbe erhebt sich über gekehlten Konsolen und weist rosettenartig polychromierte Schlusssteine auf. Die Gewölbekappen sind an ihren Ansätzen und Scheiteln mit vegetabiler Malerei aus der zweiten Hälfte des 15. Jahrhunderts dekoriert. An der Südwand und an der Südostschräge wurden im Jahr 1909 fragmentierte Fresken vom Ende des 14. Jahrhunderts freigelegt. Die Darstellung zeigt die Verkündigung an die Hirten sowie ein Heiligenmartyrium, das vermutlich die Geschichte des Erasmus von Antiochia zeigt. Die Fresken sind teilweise durch einen barocken Fenstereinbau zerstört worden. An der Nordseite des Chores und des Langhauses führt je ein Steingewändeportal zur Sakristei bzw. einem Vorraum aus der Zeit um 1730. An der Südseite öffnet sich das Langhaus nach außen hin durch ein abgemauertes romanisches Portal mit Rundbogenkrönung aus der zweiten Hälfte des 12. Jahrhunderts. Ein verglastes Oratorium im Norden des Chores, auf einer breiten Flachkonsole mit Girlandendekoration, Putzfelderdekor in den inneren Laibungen und Vasenaufsätzen stammt aus dem Jahr 1774. Das kreuzgratgewölbte Untergeschoß des Turmes wurde gegen Ende des 14. Jahrhunderts errichtet. Im Inneren befindet sich ein barockes Rechteckportal. Die Sakramentnische mit Eisenplattentürchen und schmiedeeisernen Verzierungen an der Ostwand des Chores wurde in der zweiten Hälfte des 18. Jahrhunderts angefertigt. Die neuere Verglasung des Chores mit einem ornamentalen Fenster im Süden ist mit 1908 bezeichnet.

## Einrichtung
Der Hochaltar, gegen Ende des 19. Jahrhunderts errichtet, ist ein neugotischer Flügelaltar mit Baldachinkrönung. Seine stuckmarmornen Seitenaltäre mit flankierenden Säulen, Vasen über gesprengtem Gebälk und steinernen Altarnischen haben Altarbilder von Josef Kessler aus dem Jahr 1858 mit Darstellungen der Hirten und des hl. Sebastian. Aus der ersten Hälfte des 17. Jahrhunderts stammt der Volksaltar auf gefastem Baluster und gewulsteter Schale. Die hölzerne Kanzel wurde 1774 angefertigt und ist mit vergoldeten Festons und Blattdekor, Schuppen, Rosetten am Korb dekoriert. Auf dem Schalldeckel steht ein Putto mit Buch. Der Taufstein, einer gewulsteten Schale auf einem Baluster, stammt aus der Zeit um 1600 und die Kirchenbänke aus der zweiten Hälfte des 19. Jahrhunderts. Im Vorraum befindet sich ein trommelförmiger Opferstock, der mit „..84“ bezeichnet ist und wahrscheinlich auf das Ende des 17. Jahrhunderts datiert werden kann. Das Weihwasserbecken stammt aus dem Jahr 1730. An der Nordwand des Langhauses befindet sich der Grabstein von Sebastian Bierbaum von Zogelsdorf und Barbara, der durch eine Kielbogenrahmung mit geschlungenem Stabmaßwerk auf Basen, Rollwerkwappenfeldern und Inschriften in Rollwerkrahmung dekoriert ist. Über dem Wappen befindet sich eine Priesterbüste von 1565. Auf einem Volutenaufsatz erhebt sich im Nebenraum der Sakristei ein Sarkophag mit Volutenaufsatz mit einem Relief der Ölbergszene in Flachbogenrahmung und einer Memento-mori-Inschrift, bezeichnet mit 1732.
Die Glocke wurde 1708 von Jakob de Romet angefertigt. Die Orgel ist ein Werk von Gregor Hradetzky aus dem Jahr 1933.